# Municipio de Warren (condado de Lucas)
El municipio de Warren (en inglés: Warren Township) es un municipio ubicado en el condado de Lucas en el estado estadounidense de Iowa. En el año 2010 tenía una población de 258 habitantes y una densidad poblacional de 2,75 personas por km².

## Geografía
El municipio de Warren se encuentra ubicado en las coordenadas 40°56′52″N 93°23′14″O / 40.94778, -93.38722. Según la Oficina del Censo de los Estados Unidos, el municipio tiene una superficie total de 93.92 km², de la cual 93,62 km² corresponden a tierra firme y (0,32 %) 0,3 km² es agua.

## Demografía
Según el censo de 2010, había 258 personas residiendo en el municipio de Warren. La densidad de población era de 2,75 hab./km². De los 258 habitantes, el municipio de Warren estaba compuesto por el 98,45 % blancos, el 0,39 % eran asiáticos, el 0,39 % eran de otras razas y el 0,78 % eran de una mezcla de razas. Del total de la población el 0 % eran hispanos o latinos de cualquier raza.